# Bridestowe and Sourton Common
 (mai 2023).
Bridestowe and Sourton Common est une paroisse civile du Devon, située dans l'Angleterre du Sud-Ouest. 